# Ermes Farina
Ermes Farina (Pianezze, 24 agosto 1920 – Venezia, 5 gennaio 2006) è stato un partigiano e ingegnere italiano.

## Biografia
Nato a Pianezze, diventa dirigente degli universitari cattolici aderisce al Corpo volontari della libertà, attivo nella Resistenza vicentina dove diventa l'organizzatore prima della brigata "Giovane Italia" e successivamente della Divisione Vicenza che diventeranno successivamente parte della Divisione Alpina Monte Ortigara comandata da Giacomo Chilesotti. Durante questi anni di guerra viene catturato diverse volte e riesce per ben due volte a sfuggire alla fucilazione.

### Dopoguerra
È tra i fondatori dell'Istituto per la storia della Resistenza di Venezia. Diventa dirigente della Telve e trasferito a Venezia nel 1954. Impegnato in politica nelle file della Democrazia Cristiana, fonda il centro studi "Costante Degan" e diventa confratello della "Scuola Grande Arciconfraternita di San Rocco", diventando nel 1991 "Guardian Grando".

## Onorificenze

### Riconoscimenti
Nel 2007 la sua figura è stata ricordata in un convegno dal titolo: Ermes Farina: il partigiano, il Guardian Grando della scuola di San Rocco a Venezia l'uomo pubblico, organizzato dal comune di Pianezze con relatori Massimo Cacciari, Ettore Vio, Giuseppe Dal Ferro, Benito Gramola.